# 事實行為
事實行為（德語：Realakt）是與法律行為相對的概念，指不以發生法律效果為目的的行為。事實行為可能是適法的，也有可能是違法的，並且可能使权利發生變動，例如無主物占有、遺失物拾得等等。

## 定義
事實行為的發生目的並不在於實現特定的法律效果，所以不需要行為人的意思表示，但這並不表示当事人間不會發生法律关系。例如偷竊，該事實行為並不會實現任何私法上的法效果，但是造成了物的占有被移轉的事實，侵害原物占有人對物的支配，因此仍會使行為人與被害人間產生特定的法律關係，被害人並因此取得一定的权利。

## 種類
一般的民事法律體系當中，常見的事實行為及其法律关系規範如下：
- 占有：「占有」是指對物具有事實上管領力的狀態，可能為「合法占有」或「無權占有」。若占有權源屬於合法取得，則占有人享有對占有物的支配，有權對侵害其占有之人請求返還或除去侵害；至於無權占有者，將不會取得任何法律上的权利。
- 继承：被繼承人死亡後，法律規定的繼承人會自動繼承其財產及债务，不需要任何意思表示。當然，繼承人也可以出於其意思選擇拋棄繼承權。
- 无因管理：在無法定義務的前提下，若自發替他人管理事務者，稱作「無因管理」。因為並非出於契约義務而管理，因此無因管理人原則上是不能請求報酬的。
- 不當得利：如果沒有法律上的原因取得他人財物，出於對財產的衡平，法律賦予受侵害之人取得物的返還請求權。例如偷竊即係無法律原因而取得占有的事實行為。
- 侵权行为：若出於故意或過失而不法侵害他人权利之行為，法律上稱作「侵權行為」，侵權行為人將對此負有損害賠償的責任。

除此之外，「事實行為」有時候容易與「單獨行為」混淆，例如授予代理權仍需本人的意思表示，只是不需要代理人的合意而已，但仍然係法律行為，並不是事實行為。